# Ianthe Tavernier
Ianthe Yvan Hilde Raphaella Tavernier (Lint, 26 september 1988) is een Belgische zangeres, stemactrice en (musical)actrice. Ze is vooral bekend van haar rol als Floor Lommelen in De Buurtpolitie.

## Biografie
Al op jonge leeftijd startte Ianthe Tavernier haar muzikale ontwikkeling. Ze heeft als kind in verscheidene, professionele musicals meegespeeld. Zoals kleine Cosette in Les Misérables (1998). Na haar middelbare school studeerde ze nog vier jaar aan het Fontys Conservatorium te Tilburg richting Muziektheater. Tijdens haar studie speelde ze in de Efteling de rol van Roodkapje en trad ze op in diverse shows in het Sprookjesboomtheater. In juni 2011 studeerde ze af met een eigen eindvoorstelling over de verschrikkelijke gebeurtenis van Sabine Dardenne. Vervolgens kreeg ze meteen haar eerste baan bij Stage Entertainment in de musical Wicked, waarin ze swing en understudy was voor de hoofdrol Glinda.
Vanaf 2016 was ze lid van coverband De Grietjes, samen met Isabelle A en Anneke van Hooff. Begin 2018 hield de groep ermee op. Tavernier ging verder met Isabelle A en samen vormen zij sinds maart 2018 het duo Les Copines.
In 2017 vertolkte Tavernier de rol van Ariël in de Disneymusical The Little Mermaid. Daarnaast nam ze in 2017 ook deel aan het televisieprogramma Steracteur Sterartiest. In 2018 bracht Tavernier haar eerste single uit, getiteld Vuur. Het nummer werd geschreven door Jelle Cleymans en is de voorloper op de musical Iedereen beroemd, waar zij in 2019 deel van uitmaakte.
Verder was Tavernier vanaf 2020 te zien op de zender Pickx+ bij Proximus. Daar presenteerde ze onder andere haar eigen viralvideoprogramma Fresh Viral.
Op 1 november 2020 lanceerde Ianthe, samen met haar zus Saartje, haar webshop "Coco D'Anvers". Op 28 mei 2021 kwam haar eerste officiële single Ik ben wie ik ben uit.

## Theater
- 1994-2004 – Onder andere The Cunning Little Vixen, La Bohème, Giovanna d'Arco, Pikojava Dama, Achilleus, Werther - Solist van het kinderkoor van de Vlaamse Opera
- 1998 – Les Misérables - Kleine Cosette
- 2000 – Pinokkio - Bianca
- 2001 – Kuifje: De Zonnetempel - Fleur (Tabas&Co)
- 2002 – Suske en Wiske: De spokenjagers (musical)
- 2011 – Cyrano de Bergerac
- 2011 – De bruid
- 2012 – Vlaamse Musicalprijs - Gastoptreden tijdens de uitreiking
- 2011-2013 – Wicked - Swing en 1ste understudy Glinda
- 2015 - Assepoester de sprookjesmusical - lakei, goede fee en een meisje uit het land
- 2015 - War Horse
- 2015 - Sneeuwwitje - Hofdame Anna en ensemble
- 2016 - Albert 1 - Marieke
- 2016 - Belle en het Beest - Understudy Babette
- 2017 - The Little Mermaid - Ariël
- 2018 - Hans & Grietje, de sprookjesmusical - Grietje
- 2019 - Iedereen Beroemd - Debbie
- 2019 - Aladdin - Yasmine
- 2021-2022 - 40-45 - Sarah Liebman
- 2021-2022 - Daens - Nette Scholiers (samen met Free Souffriau)
- 2023-2024 Red Star Line - Marie (samen met Lotte Stevens)
- 2023-2024 - Les Misérables - Eponine
- 2024 - De Schlagerij - Hollandse schlagerzangeres
- 2024 - Sneeuwwitje - Sneeuwwitje

## Televisie

### Series
- Familie - ICT'er (2005)
- Spring (2008)
- ROX - afl. Ninja Daisy (2012) & afl. Weerstation (2014)
- De zonen van Van As - Britt (2014: seizoen 2)
- Echte Verhalen: De Kliniek - Patricia Peeters (2014)
- Echte Verhalen: De Buurtpolitie - Floor Lommelen (2014-2020)
- Fresh Viral (2020-2022)

### Muziek
- De Grietjes (2016-2018)
- Steracteur Sterartiest (2017)
- Les Copines (2018-heden)

### Films
- De Buurtpolitie: De Grote Geldroof - Floor Lommelen (2016)
- De Buurtpolitie: De Tunnel - Floor Lommelen (2018)
- De Buurtpolitie: Het Circus - Floor Lommelen (2019)
- De Buurtpolitie: De Perfecte Overval - Floor Lommelen (2022)

### Reclame
- Dash, Schonen Hoek – Dochter Sylvie
- Laat kinderen met kanker ook kind zijn - Kom op Appels (2013)
- Quick, Merry Samurai Chicken

## Nasynchronisatie
Tavernier sprak stemmen in voor de Vlaamse versies van verschillende films en televisieseries.

### Films
- 2006 – Happy Feet - Ensemble
- 2012 – Geek Charming - Amy
- 2012 – Frenemies - Julianne
- 2014 – Tinkerbell en de piraten - Zarina
- 2024 – Wicked - Galinda Opperland (Glinda Upland)

### Series
- 2012 – Mr. Young - Echo
- 2012 – Fish Hooks - Engela
- 2016 – Soy Luna - Yam

## Muziek

### Singles
| Single met hitnotering(en) in de Vlaamse Ultratop 50 | Datum van verschijnen | Datum van binnenkomst | Hoogste positie | Aantal weken | Opmerkingen                 |
| ---------------------------------------------------- | --------------------- | --------------------- | --------------- | ------------ | --------------------------- |
| Vuur                                                 | 2018                  | 22-09-2018            | tip             |              | Nr. 27 in de Vlaamse Top 50 |